# Style sigillaire
 (janvier 2021).
La mise en forme du texte ne suit pas les recommandations de Wikipédia : il faut le « wikifier ».
Les points d'amélioration suivants sont les cas les plus fréquents :
- Les titres sont pré-formatés par le logiciel. Ils ne sont ni en capitales, ni en gras.
- Le texte ne doit pas être écrit en capitales (les noms de famille non plus), ni en gras, ni en italique, ni en « petit »…
- Le gras n'est utilisé que pour surligner le titre de l'article dans l'introduction, une seule fois.
- L'italique est rarement utilisé : mots en langue étrangère, titres d'œuvres, noms de bateaux, etc.
- Les citations ne sont pas en italique mais en corps de texte normal. Elles sont entourées par des guillemets français : « et ».
- Les listes à puces sont à éviter, des paragraphes rédigés étant largement préférés. Les tableaux sont à réserver à la présentation de données structurées (résultats, etc.).
- Les appels de note de bas de page (petits chiffres en exposant, introduits par l'outil «  Source ») sont à placer entre la fin de phrase et le point final[comme ça].
- Les liens internes (vers d'autres articles de Wikipédia) sont à choisir avec parcimonie. Créez des liens vers des articles approfondissant le sujet. Les termes génériques sans rapport avec le sujet sont à éviter, ainsi que les répétitions de liens vers un même terme.
- Les liens externes sont à placer uniquement dans une section « Liens externes », à la fin de l'article. Ces liens sont à choisir avec parcimonie suivant les règles définies. Si un lien sert de source à l'article, son insertion dans le texte est à faire par les notes de bas de page.
- La présentation des références doit suivre les conventions bibliographiques. Il est recommandé d'utiliser les modèles {{Ouvrage}}, {{Chapitre}}, {{Article}}, {{Lien web}} et/ou {{Bibliographie}}. Le mode d'édition visuel peut mettre en forme automatiquement les références.
- Insérer une infobox (cadre d'informations à droite) n'est pas obligatoire pour parachever la mise en page.

Pour une aide détaillée, merci de consulter Aide:Wikification.
Si vous pensez que ces points ont été résolus, vous pouvez retirer ce bandeau et améliorer la mise en forme d'un autre article.
 (janvier 2021).
Si vous disposez d'ouvrages ou d'articles de référence ou si vous connaissez des sites web de qualité traitant du thème abordé ici, merci de compléter l'article en donnant les références utiles à sa vérifiabilité et en les liant à la section « Notes et références ».
Le style sigillaire (en chinois simplifié : 篆书 ; chinois traditionnel : 篆書 ; pinyin : zhuànshū ; API : /ʈʂwân.ʂú/) est un style de caractères chinois de l'antiquité utilisé pendant la deuxième moitié du 1er millénaire av. J.-C. C’est l’évolution naturelle du style bronze de la dynastie Zhou. La variante Qin du style sigillaire finit par devenir la norme, et fut adoptée à travers la Chine pendant la période de la dynastie Qin. Elle figure dans la gravure décorative et les sceaux jusqu’à la période de la dynastie Han. Le nom chinois du style sigillaire, zhuànshū, se traduit par « style pour gravure décorative », un nom popularisé pendant la période Han, qui reflète la nature décorative qu’avait alors pris le style, utilisé pour des inscriptions de cérémonie.

## Typologie
Le terme général « style sigillaire » peut être utilisé pour parler de plusieurs types de styles sigillaires, dont le grand sigillaire, ou style grand sceau (大篆 Dàzhuàn; japonais daiten; coréen daejeon; vietnamien đại triện) et le petit sigillaire, ou style petit sceau (小篆 Xiǎozhuàn; japonais shōten; coréen sojeon; vietnamien tiểu triện). En général, et en l’absence de précisions, il fait référence à ce dernier. Le terme grand sigillaire peut, lui aussi, recouvrir plusieurs styles variés, dont une variété de l’écriture Qin qui précède les caractères petit sceau, mais aussi les formes Zhou occidentales, plus anciennes, ou même l’écriture ossécaille. Le terme manque de précision ; il ne fait pas référence à un style historique spécifique et ne peut réunir l’opinion quant à son sens, c’est pourquoi les chercheurs dans le domaine ont tendance à l’éviter. Lorsque le terme style sigillaire est utilisé, c’est pour parler du (petit) sigillaire du système Qin, qui évolua de l’état de Qin pendant la période des Printemps et Automnes et la période des Royaumes combattants, et qui fut normalisée sous le Premier Empereur.

## Développement
Plusieurs variantes du style sigillaire se développèrent de manière indépendante dans chaque royaume pendant les Printemps et Automnes et les Royaumes combattants. L’une d’entre elles, la calligraphie oiseaux et insectes (鳥蟲文), est nommée ainsi pour ses décorations complexes, et était utilisée par les royaumes Wu, Chu et Yue. Elle fut retrouvée sur plusieurs objets, dont la Lance de Fuchai et l’Épée de Goujian. Cette variante est très difficile à lire.
Au sud, l’état de Chu était proche des influences Wu-Yue. Les Chu produisaient de larges épées de bronze similaires aux épées Wu et Yue, mais pas aussi complexes. Les Chu utilisaient également la calligraphie oiseaux et insectes, empruntée aux Wu et Yue. 

## Petit sigillaire unifié
Article principal : Style petit sceau
Le style du système Qin (dont les inscriptions des Qin avant l’unification sont l’illustration) avait fait l’expérience d’une évolution naturelle depuis le style Zhou à partir de la Période des Printemps et Automnes, puis, pendant les Royaumes combattants, il s’allongea verticalement, et prit une apparence plus régulière. Cela fut la période de la maturation du style petit sceau. Il fut normalisé par le premier ministre Li Si pendant le règne du Premier Empereur chinois Qin Shi Huang, par l’élimination de la plupart de ses variantes, et fut imposé comme standard national. Des commentaires chinois révèlent que Li Si fut l’auteur du Cangjiepian, un dictionnaire dont il reste encore des extraits, qui liste environ trois-mille caractères chinois en style petit sceau. Leur forme est alors plus carrée que rectangulaire.
Dans l’histoire populaire des caractères chinois, le style petit sceau est généralement considéré comme étant le prédécesseur de l'écriture des clercs, qui à son tour fut à l'origine de tous les autres styles utilisés à ce jour. Cependant, des découvertes archéologiques récentes ont mené certains chercheurs à penser que l'ancetre direct de l'écriture des clercs était la proto-écriture des clercs, qui elle évolua de l'écriture vulgaire ou populaire de la fin des Royaumes combattants à la période Qin, plus méconnue.
Er ya, collationné au IIIe siècle av. J.-C. par Liu Xiang et son fils Liu Xin, est le premier dictionnaire de caractères reconnu à ce jour, mais il ne subsiste plus. Peu après fut écrit le Shuowen Jiezi (100-121), le travail acharné de Xu Shen. Ses 9353 articles reproduisent la variante petit-sceau standard pour chaque article, et certains articles d'autres variantes pré-Han de la fin de la période Zhou. Les articles sont catégorisés sous 540 clés de sinogrammes.

## Encodage
L'encodage du style sigillaire en Unicode a fait l'objet d'anticipation. Les points de code U+31400 à U+342FF (Plan 3, Plan idéographique complémentaire) lui ont été attribués provisoirement.